# Tadeusz Błażejewicz

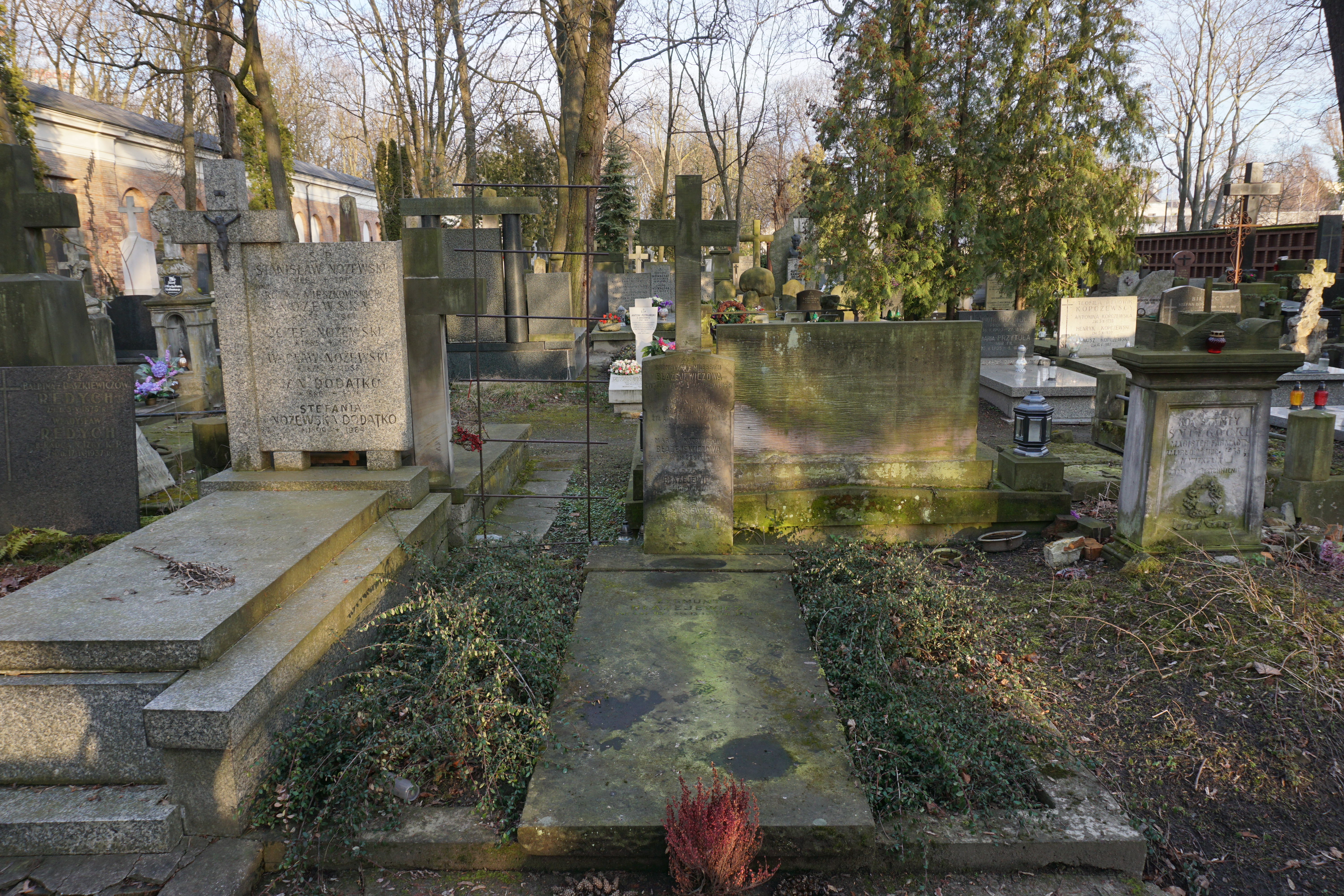
Grób Tadeusza Błażejewicza na cmentarzu Powązkowskim

Tadeusz Błażejewicz (ur. 3 lutego 1880 w Lublinie, zm. 17 grudnia 1966 w Łodzi) – polski polityk, prawnik, nauczyciel, poseł na Sejm II RP I i II kadencji

## Życiorys
Syn Zygmunta i Bronisławy z domu Millesi. Ukończył gimnazjum realne w Warszawie (1899) i wydział prawa uniwersytetu w Dorpacie (1906). Studiował też krótko architekturę na Politechnice Warszawskiej. Od 1906 należał do Stowarzyszenia Robotników Chrześcijańskich w Warszawie. W 1908 przebywał 3 miesiące w rosyjskim więzieniu za udział w tworzeniu tajnych organizacji młodzieży szkolnej i studenckiej w duchu zasad filareckich. W latach 1908–14 był redaktorem miesięcznika "Prąd" i wydawcą "Biblioteki Prądu". W latach 1915–1918 uczył i kierował gimnazjum męskim w Mińsku. Sprawował funkcje komendanta Chorągwi Harcerstwa Ziemi Mińskiej i wiceprezesa miejscowej Polskiej Macierzy Szkolnej. Zasiadał w Radzie Ziemi Mińskiej. Po odzyskaniu przez Polskę niepodległości został dyrektorem Polskiej Macierzy Szkolnej w Warszawie. W 1920 pracował jako radca w Ministerstwie Wyznań Religijnych i Oświecenia Publicznego. Należał do organizatorów Stowarzyszenia Katolickiej Młodzieży Akademickiej „Odrodzenie”. Od 1926 był jego prezesem, a od 1929 - prezesem honorowym Związku Seniorów "Odrodzenia". Zasiadał także w Zarządzem Głównym Chrześcijańskich Uniwersytetów Robotniczych i Towarzystwa Przyjaciół Nałęczowa. Od 1922 należał do zarządu Zjednoczenia Stowarzyszeń Robotników Chrześcijańskich RP, zaś od 1934 - do Komitetu Wykonawczego jego Rady Głównej. Współpracował z redakcją Pracownika Polskiego. Działał w Chrześcijańskim Związku Młodzieży Pracującej "Odrodzenie", Lidze Katolickiej i Akcji Katolickiej w Warszawie. W 1938 został prezesem Stowarzyszenia Mężów Katolickich Archidiecezji Warszawskiej.
Od 1921 był członkiem komisji programowej Chrześcijańsko-Narodowego Stronnictwa Pracy-Polskiego Stronnictwa Chrześcijańskiej Demokracji. Od 1922 do 1923 był prezesem Zarządu Głównego PSChD, 1924-1926 - członkiem ZG, w 1928 - wiceprezesem. W latach 1922–1926 był współredaktorem organu partii - tygodnika Hasło. W Sejmie RP I kadencji reprezentował okręg wyborczy nr 1 (Warszawa), do Sejmu RP II kadencji został wybrany z listy państwowej. W 1922 kandydował również z listy państwowej do Senatu. Sprawował funkcje prezesa, wiceprezesa III kadencji - okręg nr 5 (Białystok). W Sejmie I kadencji sprawował funkcje prezesa, wiceprezesa i członka Klubowego Sądu Honorowego Klubu Parlamentarnego Chrześcijańskiej Demokracji. W 1922 był sekretarz sejmowej Komisji Konstytucyjnej. 1 czerwca 1928 zrzekł się mandatu posła II kadencji. Od 1938 zasiadał w Radzie Miejskiej m.st. Warszawy. Po II wojnie światowej pracował jako dyrektor administracyjny konserwatorium warszawskiego i łódzkiego oraz kierownik biblioteki PWSM w Łodzi. W 1958 przeszedł na emeryturę.
Spoczywa na cmentarzu Powązkowskim w Warszawie (kwatera 169, rząd 6, grób 13/14).

## Nagrody i odznaczenia
- Krzyż Komandorski Orderu Rycerskiego św. Grzegorza Wielkiego
- Krzyż Kawalerski Orderu Odrodzenia Polski (1958)
- Złoty Krzyż Zasługi (1934)
- Medal 10-lecia Polski Ludowej (1955)